# 2173 Maresjev
2173 Maresjev је астероид главног астероидног појаса чија средња удаљеност од Сунца износи 3,138 астрономских јединица (АЈ).
Апсолутна магнитуда астероида је 11,4.